# Amt Bedburg
Das Amt Bedburg war ein Amt im Kreis Bergheim (Erft) in Nordrhein-Westfalen. Es umfasste die Stadt Bedburg in ihren früheren Grenzen sowie die Gemeinde Lipp. Das Gebiet des Amtes gehört heute zur Stadt Bedburg im Rhein-Erft-Kreis.

## Bürgermeisterei Bedburg
Von 1798 bis 1814 standen alle linksrheinischen Gebiete unter französischer Herrschaft. Während dieser Zeit wurde nach französischem Vorbild die Mairie Bedburg eingerichtet, die zum Kanton Bergheim im Arrondissement Köln des Rur-Departements gehörte. Nachdem das Rheinland 1814 an Preußen gefallen war, wurde aus den Mairie die preußische Bürgermeisterei Bedburg, die 1816 zum neuen Kreis Bergheim kamen.
Die Bürgermeisterei Bedburg umfasste die Stadt Bedburg. Am Ende des Jahres 1927 wurde die Bezeichnung aller rheinischen Landbürgermeistereien in „Amt“ geändert. Die Bürgermeisterei Bedburg hieß nun Amt Bedburg. Am 1. November 1934 wurden alle preußischen Einzelgemeindeämter aufgehoben; Bedburg wurden dadurch eine amtsfreie Stadt.

## Amt Bedburg
Nach dem Zweiten Weltkrieg wurde die Gemeinde Lipp durch die Besatzungsbehörden aus dem Amt Königshoven ausgegliedert und verwaltungstechnisch der Stadt Bedburg unterstellt. Diesem Zustand wurde seitens der deutschen Behörden 1950 durch die offizielle Errichtung des Amtes Bedburg, bestehend aus der Stadt Bedburg und der Gemeinde Lipp, Rechnung getragen.
Durch das Köln-Gesetz wurde das Amt Bedburg am 1. Januar 1975 aufgelöst. Die Gemeinde Lipp wurde Teil der Stadt Bedburg, die seitdem zum Rhein-Erft-Kreis (bis 2003 Erftkreis) gehört.

## Einwohnerentwicklung
| Jahr | Einwohner | Quelle |
| ---- | --------- | ------ |
| 1950 | 09.232    | [ 4 ]  |
| 1961 | 10.249    | [ 4 ]  |
| 1970 | 10.043    | [ 4 ]  |

## Amtsbürgermeister
- 1964–1969 und 1971–197400Karl Friedrich Schild